# Henry Bell (voleibolista)
Henry Bell Cisnero (27 de julio de 1982) es un jugador profesional de voleibol cubano, que juega en la posición receptor/atacante. 

## Palmarés

### Clubes
Campeonato de Turquía:
- 2013

### Selección nacional
Liga Mundial:
- 1999
- 2005, 2012

Juegos Panamericanos:
- 2003, 2011

Copa América:
- 2005

Campeonato NORCECA:
- 2009, 2011

Grand Champions Cup:
- 2009

Campeonato Mundial:
- 2010

## Premios individuales
- 2005: Mejor delantero Liga Mundial